# Извоз (Киришский район)
Извоз — посёлок в Кусинском сельском поселении Киришского района Ленинградской области.

## История
Согласно топографической карте РККА 1937 года на месте современного посёлка располагался барак сплавщиков Взвоз:

Барак сплавщиков Взвоз. 1937 год

Согласно переписи населения СССР 1939 года в населённом пункте «барак сплавщиков Извоз» Турского сельсовета проживали 13 мужчин и 11 женщин, всего 24 человека.
Деревня Извоз учитывается областными административными данными в составе Турского сельсовета Киришского района с 1 января 1952 года.
В 1956 году население деревни Извоз составляло 95 человек.
С 1963 года в составе Волховского района.
С 1965 года вновь составе Киришского района. В 1965 году население деревни Извоз составляло 149 человек.
По данным 1966 и 1973 годов в состав Турского сельсовета входил посёлок Извоз.
По данным 1990 года посёлок Извоз входил в состав Кусинского сельсовета.
В 1997 году в посёлке Извоз Кусинской волости проживали 5 человек, в 2002 году — 11 (все русские).
В 2007 году в посёлке Извоз Кусинского СП проживали 2 человека, в 2010 году — 21.

## География
Посёлок расположен в юго-западной части района к востоку от автодороги 41А-006 (Зуево — Новая Ладога).
Расстояние до административного центра поселения — 3 км.
Расстояние до ближайшей железнодорожной станции Тигода — 5 км. 
Посёлок находится на правом берегу реки Тигода.

## Демография
| 1956 | 1965 | 1997 | 2002 | 2007 | 2010 | 2017 |
| ---- | ---- | ---- | ---- | ---- | ---- | ---- |
| 95   | ↗149 | ↘5   | ↗11  | ↘2   | ↗21  | ↘4   |

### Национальный состав
Согласно данным Всероссийской переписи населения 2021 года в посёлке проживали 2 человека, все русские.